# Остриківська сільська рада
| Остриківська сільська рада — колишній орган місцевого самоврядування у Токмацькому районі Запорізької області з адміністративним центром у с. Остриківка. Історична дата утворення: 1922 рік. Водоймища на території, підпорядкованій даній сільській раді: р.Молочна. Сільській раді підпорядковані населені пункти: - с. Остриківка - с. Іванівка - с. Лугівка - с. Снігурівка - с. Трудове - с. Урожайне - с. Фабричне |

## Склад ради
Загальний склад ради: 20 депутатів. Партійний склад ради: Партія регіонів — 10, Всеукраїнське об'єднання «Батьківщина» — 5, Самовисування — 3, Сильна Україна — 2.

### Керівний склад ради
| ПІБ                    | Основні відомості                                                         | Дата обрання | Дата звільнення |
| ---------------------- | ------------------------------------------------------------------------- | ------------ | --------------- |
| Школик Юрій Михайлович | Сільський голова, 1963 року народження, освіта, безпартійний              | 26.03.2006   | 31.10.2010      |
| Школик Юрій Михайлович | Сільський голова, 1963 року народження, освіта вища, член Партії регіонів | 31.10.2010   |                 |

Примітка: таблиця складена за даними джерела